# 康樂 (歷史學家)
康樂（1950年9月23日—2007年10月26日），台灣歷史學者。生於台南，建國中學、東海大學歷史系畢業，台灣大學碩士、美國耶魯大學博士（指導教授余英時）。學成後返台，任中央研究院歷史語言研究所副研究員、研究員，任職至逝世為止。
主要研究魏晉南北朝史與佛教史，並主編遠流出版社之「新橋譯叢」，出版西方學術著作。本人並與妻子簡惠美共同翻譯馬克斯·韋伯著作多種。

## 著作

### 自著
- 《唐代前期的邊防》
- 《從西郊到南郊──國家祭典與北魏政治》
- 《信仰與社會──北台灣的佛教團體》（與簡惠美合著）
- 《佛教與素食》

### 翻譯
- 《歷史學與社會科學》 （與黃進興合編譯）
- 《韋伯選集（2）：宗教與世界》（與簡惠美合譯）
- 《韋伯選集（3）：支配的類型》
- 《韋伯選集（4）：經濟與歷史》
- 韋伯《宗教社會學》（與簡惠美合譯）
- 韋伯《支配社會學》（與簡惠美合譯）
- 韋伯《城市的類型學》（與簡惠美合譯）
- 韋伯《印度的宗教：印度教與佛教》（與簡惠美合譯）
- 韋伯《經濟行動與社會團體》（與簡惠美合譯）
- 韋伯《法律社會學》（與簡惠美合譯）
- 韋伯《古猶太教（I）、（II）》（與簡惠美合譯）
- 韋伯《基督新教倫理與資本主義精神》（與簡惠美合譯）

## 外部連結
- 本所研究人員 （页面存档备份，存于）
- 康樂，我們的朋友